# Salce
Pour les articles homonymes, voir Salce (homonymie).
Salce est une municipalité espagnole de la communauté autonome de Castille-et-León et de la province de Zamora. En 2021, elle compte 89 habitants.